# Scoparia coecimaculalis
Scoparia coecimaculalis é uma espécie de insetos lepidópteros, mais especificamente de traças, pertencente à família Crambidae.
A autoridade científica da espécie é Warren, tendo sido descrita no ano de 1905.
Trata-se de uma espécie presente no território português.